# Bronwyn Oliver
Bronwyn Joy Oliver (de soltera Gooda, 22 de febrero de 1959 – 11 de julio de 2006) fue una escultora australiana que trabajó principalmente con el metal. Creció en Nueva Gales del Sur y estudió en el Alexander Mackie College of Advanced Education de Sídney y en el Chelsea College of Arts en Londres. Disfrutó de un éxito temprano, ganando la beca New South Wales Travelling Art en 1983 y la beca Moët & Chandon Australian Art Fellowship en 1984. Oliver se asentó en Sídney en donde ejerció como artista y enseñó hasta su suicidio en 2006.
Las esculturas de Oliver son admiradas por su naturaleza táctil, su estética y habilidades técnicas demostradas en su producción. A finales de su carrera, muchas de sus piezas eran encargos, tanto públicos como privados. Entre sus trabajos más importantes destacan: Vine, una escultura de 16.5 metros de altura en el Hilton de Sídney, Magnolia y Palm, en el Real Jardín Botánico de Sídney, y Big Feathers en Queen Street Mall, Brisbane. Los reconocimientos a su trabajo incluyen su selección como finalista en la inauguración del Premio Nacional de la Escultura Helen Lempriere en el año 2000; la inclusión en la exhibición de los Premios Nacionales de la Escultura de la Galería Nacional de Australia en 2002 y su preselección para el Premio Clemenger de Arte Contemporáneo en 2006. Sus obras se conservan en importantes colecciones australianas, como la Galería Nacional de Australia, la Galería Nacional de Victoria y la Galería de Arte de Nueva Gales del Sur.

## Primeros años

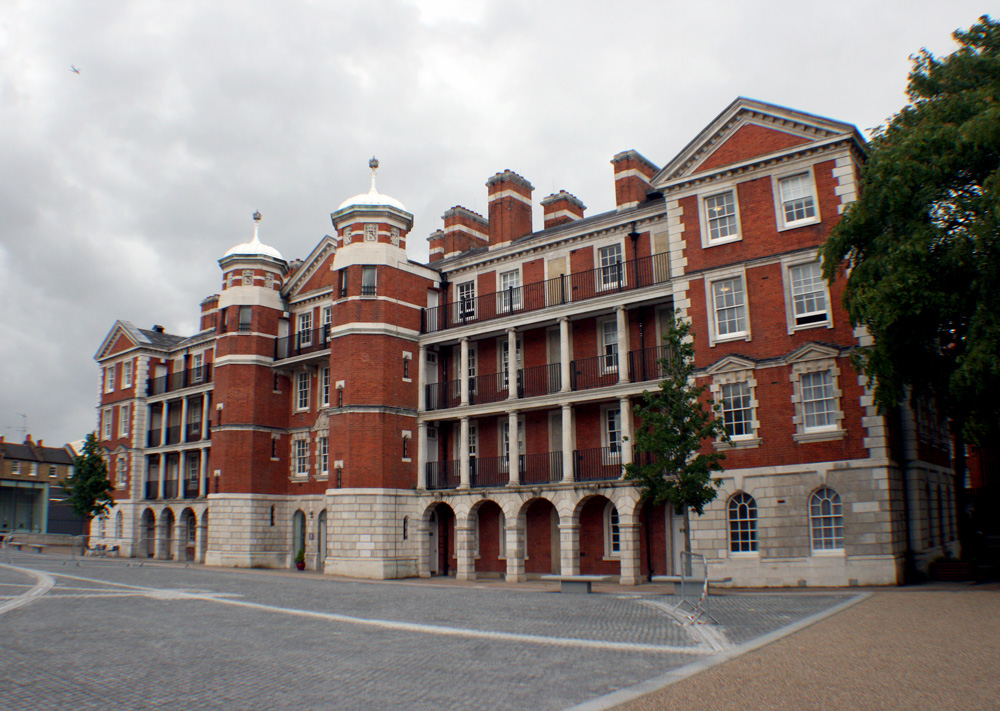
La Escuela de Arte Chelsea, donde Oliver hizo su maestría.

Bronwyn Gooda nació el 22 de febrero de 1959, en Gum Flat, al oeste de Inverell en Nueva Gales del Sur. Sus padres eran Milton, un granjero que después cuidaría áreas verdes, y Wendy, que trabajaba en una farmacia. Desarrolló su creatividad desde una edad temprana. Con sólo ocho años, asistía los fines de semana a las clases de arte en Inverell impartidas por Ian Howard, quien se convertiría en maestro de la universidad en Sídney, donde ella estudió. Por ser la primera de su escuela, sus padres esperaban que asistiera a la universidad. Sin embargo, Oliver deseaba ejercer una carrera creativa. Cuando les contó sus planes a sus padres, su madre le respondió: «Querida, tu padre y yo estamos muy contentos de que vayas a la escuela de arte, pero si hubieras sido varón, creo que estaríamos un poco decepcionados». Después de esto se resquebrajó la relación con su familia, con la que no tuvo ningún contacto durante 25 años. 
Tras terminar la escuela, Oliver estudió y trabajo en Sídney. Su intención era inscribirse en clases de pintura, pero un error de la computadora la puso en el curso de escultura: Oliver dijo después: «Supe de inmediato que estaba en el lugar indicado».
Se graduó del Alexander Mackie College of Advanced Education en 1980. Ganó la beca New South Wales Travelling Art en 1983, y completó una maestría en el Chelsea College of Arts en 1984. Su trabajo recibió influencias de Richard Deacon, Antony Gormley y Martin Puryear, con quien estudió mientras estaba en Inglaterra. Cuando regresó del Reino Unido, cosechó el éxito de manera inmediata al ganar en 1984 el Moët & Chandon Australian Fellowship. En 1988 consiguió un periodo como artista-residente en la ciudad de Brest en la costa de Bretaña, donde estudió las técnicas celtas para el trabajo del metal.

## Vida privada
A sus veinte años, Bronwyn Gooda se casó con Leslie Oliver y tomó su apellido, que conservó durante el resto de su vida «a pesar de un angustioso divorcio». La artista vivía en el suburbio de Haberfield al oeste de Sídney, donde también tenía su estudio. Durante 19 años, hasta su muerte, enseñó arte a niños de primaria en la escuela Cranbrook de Sídney en Bellevue Hill. Era amiga de Roslyn Oxley, quien tenía una galería donde Oliver exhibía sus trabajos. Huon Hooke, escritor experto en enología, fue su pareja de hecho.

## Obras y exhibiciones

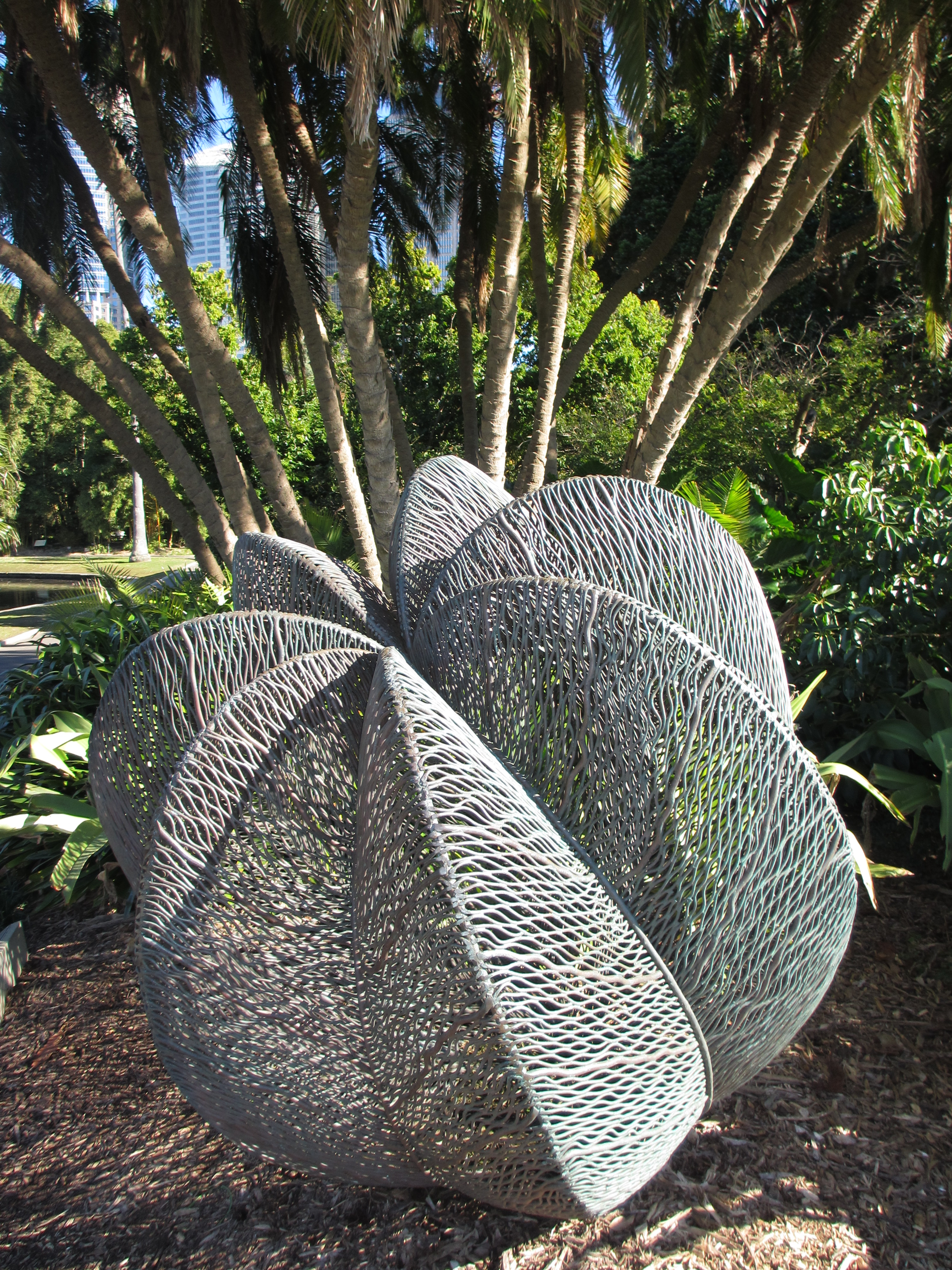
Palm (1999), Jardines Botánicos de Sídney

La biógrafa Hannah Fink estima que Oliver produjo 290 obras en 22 años. sus esculturas públicas son las más conocidas. Entre ellas destacan Eyrie, creada para el Hotel Hyatt de Adelaida en 1993, Magnolia y Palm, encargadas en 1999 por los Jardines Botánicos de Sídney, como parte del Paseo de Esculturas de Sídney. Big Feathers fue un encargo en el mismo año del centro comercial de la calle Queen en Brisbane; las dos figuras largas con forma de pluma suspendidas sobre la zona peatonal representan «la historia de los desfiles de la calle y la conexión del centro comercial entre la tierra y el cielo».
En el año 2000, la escultura Entwine fue finalista en la inauguración del Premio Nacional de la Escultura Helen Lempriere. Al año siguiente, Oliver ganó la competencia inaugural de escultura de la Universidad de Nueva Gales del Sur, con Globe, de tres metros de alto. En 2002, la Galería Nacional de Australia seleccionó Trace fue seleccionado para la exhibición del Premio Nacional de Escultura. Oliver fue una de las cinco artistas candidatas para el proyecto del gobierno australiano de producir una obra de arte pública para el centenario del sufragio femenino en Australia.
Durante la década del 2000, el trabajo de Oliver consistía principalmente en obras de encargo, tanto públicas como privadas. El más importante fue Vine, una escultura de 16.5 metros de altura instalada como parte de una renovación de 400 millones de Dólar australiano del Hilton de Sídney. Esta obra, fabricada con 380 kg de aluminio, contó con un presupuesto de casi medio millón de dólares, y fue ensamblada por un equipo ocho soldadores croatas en 2005, tras doce meses de trabajo.
Hasta el año 2006, Oliver había expuesto su obra en 18 exposiciones exclusivas, la mitad de ellas en la galería Roslyn Oxley9, que la representó durante su entera carrera como escultora. Fuera de Australia, participó en numerosas exhibiciones compartidas; durante su tiempo en Londres expuso en cuatro ocasiones en el Reino Unido y una en el Museo de las Industrias Tradicionales en Kioto. Su obra también apareció en la exposición Cinco Artistas Australianos en el centro cultural de Brest en 1988, el año en el que residió en esta ciudad; en Prospect 93 en el Museo Frankfurter Kunstverein; en Systems End: Arte contemporáneo en Australia, que se exhibió en muchas galerías en Asia en 1996; y en el Bienal Internacional de Beijing en 2003. En 1992, la Auckland City Gallery organizó una exposición exclusiva de sus trabajos.

## Técnica

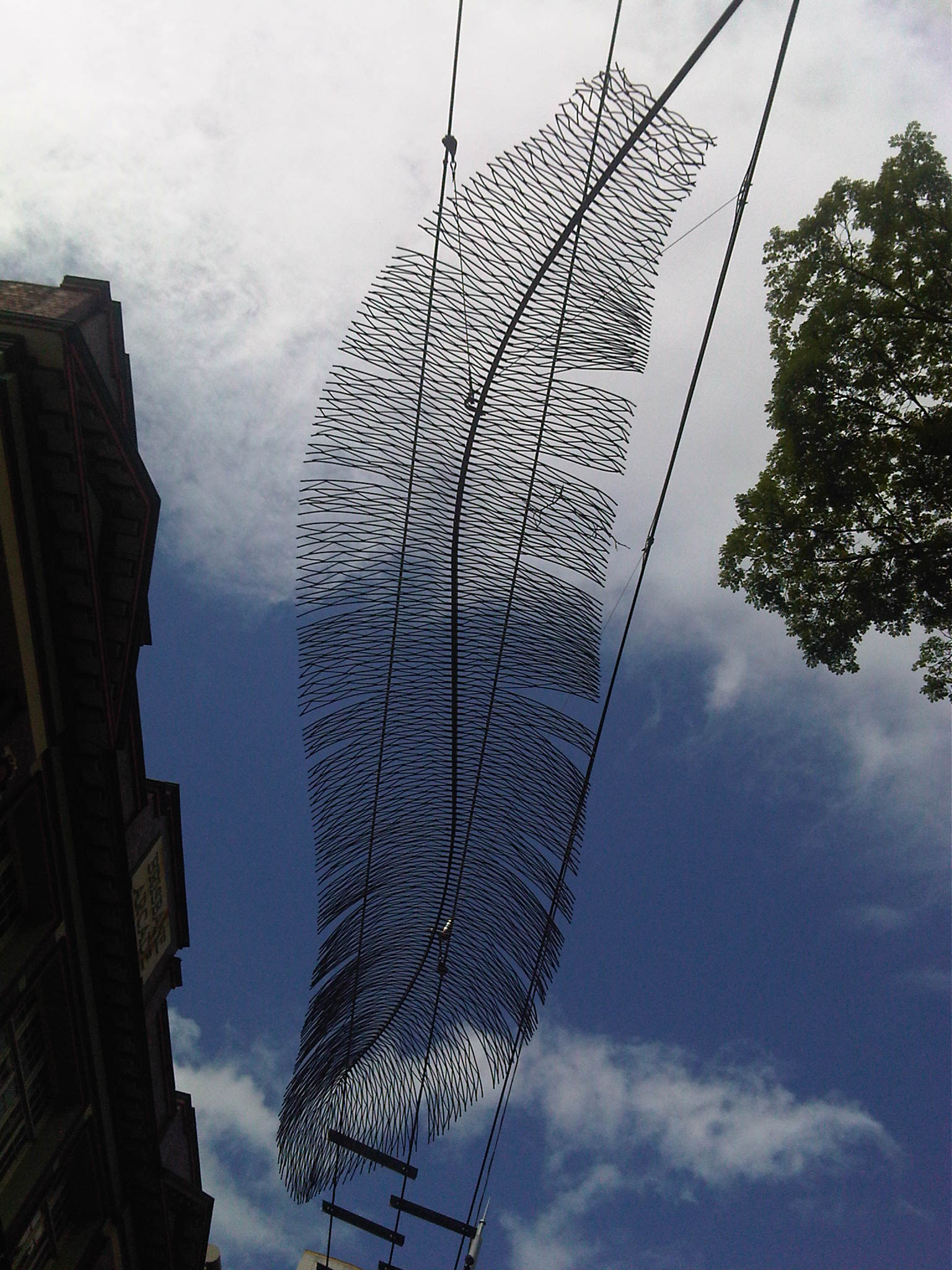
Big Feathers (1999) en Queen Street Mall, Brisbane

Escultora durante toda su carrera artística, Oliver usaba papel, caña y fibra de vidrio en sus primeros trabajos. Con el tiempo, se percató de que «la fibra de vidrio era peligrosa y el papel poco permanente», y acabó trabajando con metal durante gran parte de su carrera. Los metales usados para sus creaciones variaban: la monumental Vine fue fabricada con aluminio, al igual que la escultura de Brisbane Big Feathers; sin embargo utilizó predominantemente el cobre, como por ejemplo, en Palm, la escultura del 2002 Lock, así como la mayoría de las 25 obras incluidas en la publicación, Bronwyn Oliver: mnemonic chords, aunque en algunas de ellas usó el bronce, el plomo, y en un caso, fibra de vidrio.
Oliver siempre se preocupaba por el efecto de los materiales. Fink observó que «desde el inicio, Oliver estaba interesada en las cosas hechas de dentro a fuera, y sus trabajos a menudo daban pistas crípticas de su elaboración». Los indicios de la construcción de sus esculturas no solo aparecían en estas: sus amigos y los críticos de arte podían observar las heridas y marcas que Oliver tenía como resultado de trabajar con materiales tan inflexibles.
Oliver normalmente hacía bosquejos de sus ideas antes de la construcción en tres dimensiones. Cuando preparaba los encargos, dibujaba las ideas de sus clientes o la naturaleza del sitio. Para las esculturas de gran tamaño, creaba maquetas (o modelos) con arcilla de moldear, con cable de cobre o, en el caso de su escultura Globe del año 2002, con madera y metal. Oliver elaboraba ella misma los trabajos más delicados. Construía la mayoría enlazando cables de metal para componer formas abstractas alrededor de moldes, doblando y disponiendo el metal en su lugar con pinzas, antes de cortarlo con alicates y soldar las uniones. En algunas piezas, tejía el cable, y en Web (2002) emsambló piezas de cobre con cable.
La fundidora Crawford Casting en Enfield, en el oeste de Sídney, se responsabilizó de la fabricación de varias esculturas importantes de Oliver; esta se hacía cargo de las etapas iniciales, entrenando al personal de la fundidora y supervisando sus actividades. Algunas de las piezas ensambladas para crear esculturas se construyeron a partir de barras de cobre, mientras que otras fueron moldeadas usando la técnica de moldeo a la cera perdida. Las obras se completaban en hasta dos meses.

## Temas y respuesta de la crítica

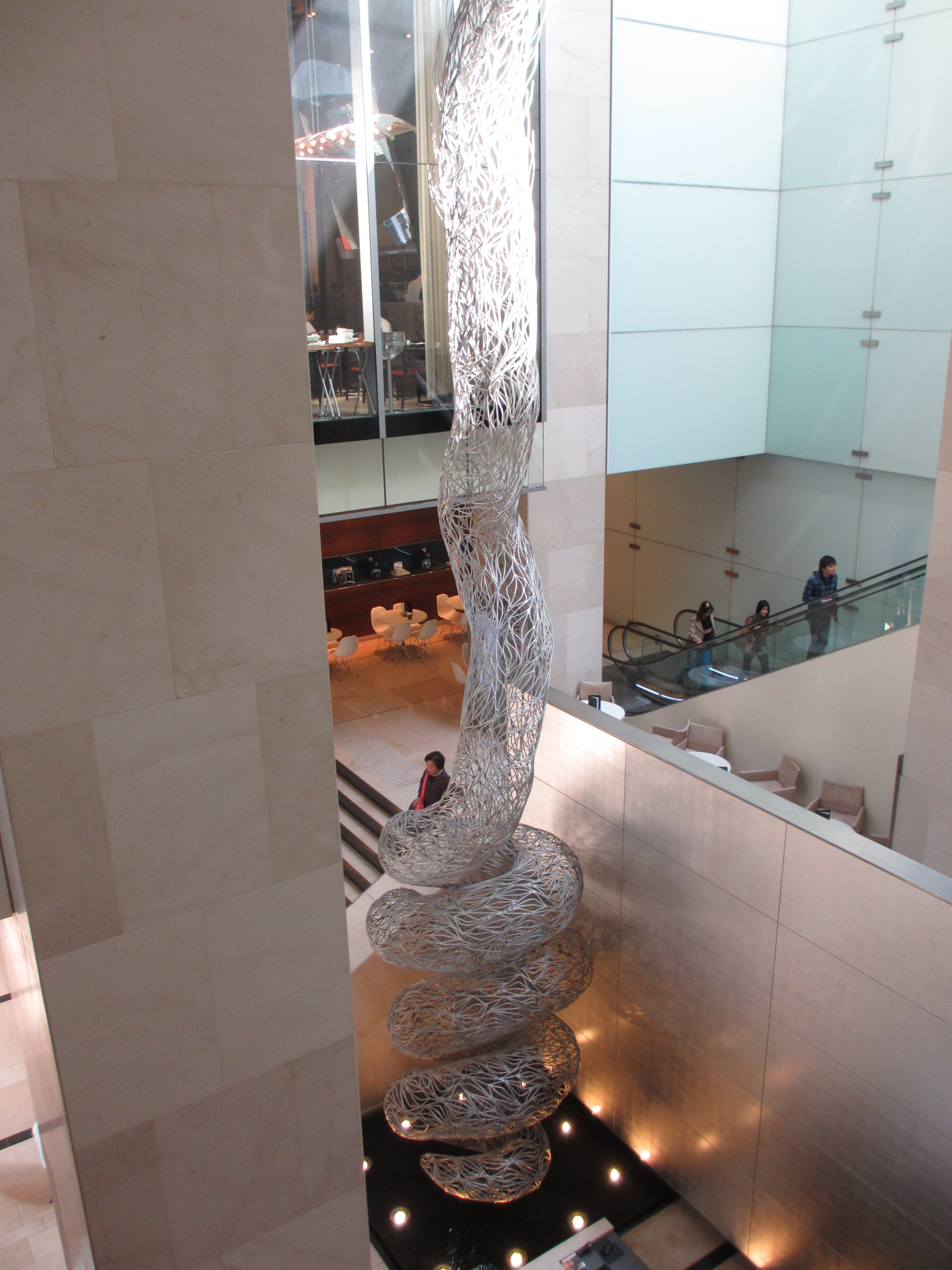
Vine (2005), en el Hotel Hilton de Sídney

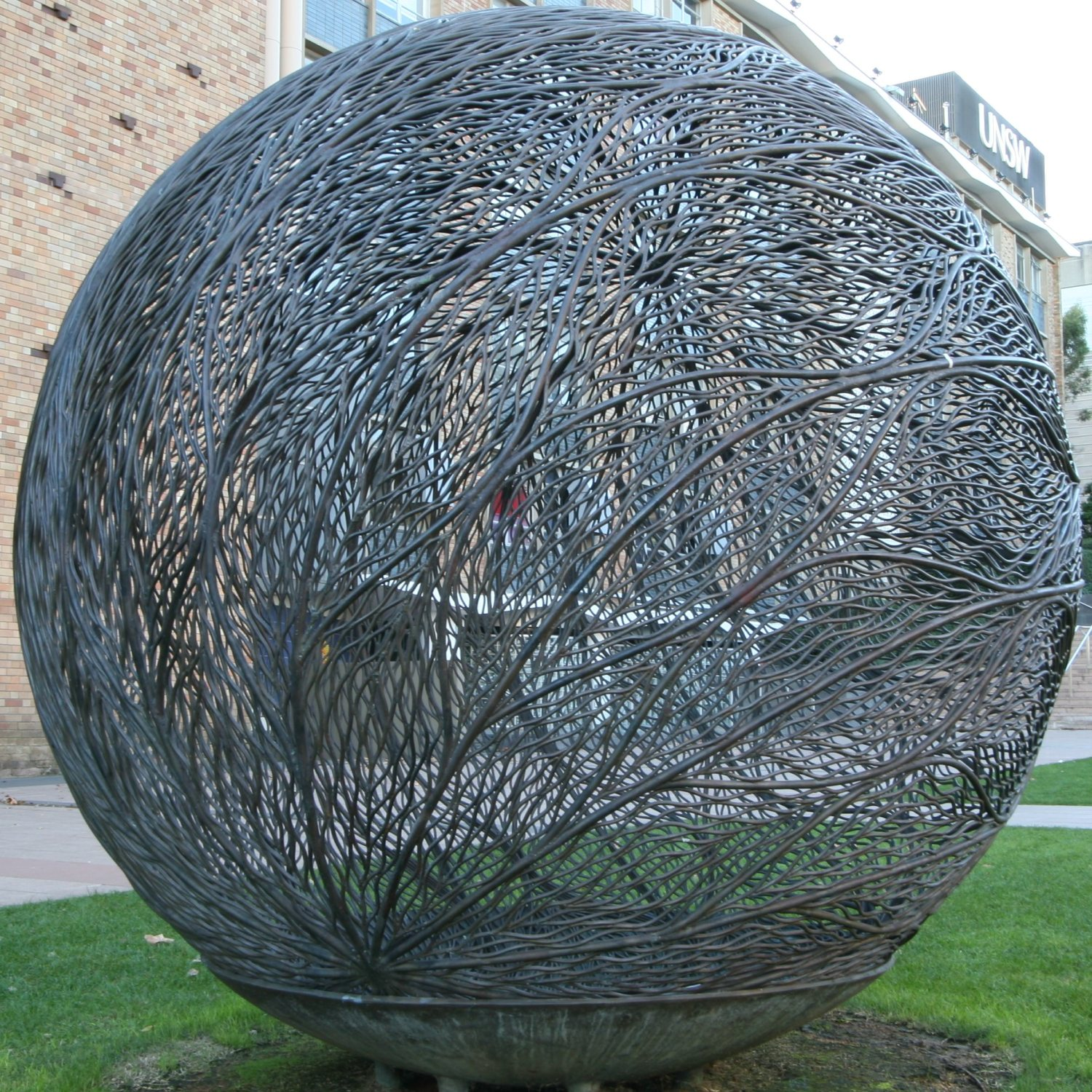
Globe (2002) en la Universidad de Nueva Gales del Sur

A Oliver no le gustaba intelectualizar su creatividad: prefería hablar sobre el proceso de creación de sus obras de arte en lugar de su significado. Cuando se le preguntó sobre cómo abordaba su arte, ella dijo: 

Mi obra trata sobre la estructura y el orden. Es una búsqueda de un tipo de lógica: una lógica formal y escultural y una lógica poética. Es un proceso conceptual y físico de construir y deshacer al mismo tiempo. La intención que persigo es desnudar un conjunto de ideas y asociaciones hasta (física y metafóricamente) los huesos, exponiendo la vida que queda dentro.
Bronwyn Oliver

Mientras que Oliver se mostraba renuente a discutir el significado de sus trabajos, los críticos han identificado temas recurrentes. Hannah Fink, al igual que el crítico de arte John McDonald, apuntaron que existe una pauta en las formas y estructuras de la obra de Oliver. Fink la describe como «un vocabulario consistente de formas elementales -espirales, meandros, ciclos y esferas- en un repertorio de arquetipos característicos». McDonald considera que la naturaleza se encuentra «omnipresente» en la obra y describe sus elementos como «organismos o sus restos». A pesar de su apariencia orgánica, Oliver no consideraba que sus obras estuvieran basadas en estructuras naturales.  Sin embargo, los críticos han identificado cualidades orgánicas en sus esculturas tempranas, que resemblaban caparazones garras o colas, o han apreciado similitudes con formas biológicas. McDonald comentó «que Oliver niegue la naturaleza es parecido a que Balthus dijera que no hay nada erótico en sus pinturas o que Rothko declarara que sus trabajos no son abstractos». Las principales reseñas de la obra de Oliver publicadas durante su vida (el ensayo de Fenner en 1995 y un artículo de Fink en 2002) hicieron énfasis en el dualismo y la contradicción de las esculturas: Fenner las describe como «delicadas y efímeras, [aunque] estructuralmente robustas y duraderas»; Fink las ve como «etéreas pero sólidas, fluidas pero rígidas, abiertas pero cerradas».
Las esculturas de Oliver son admiradas por su naturaleza táctil, su estética y la habilidad técnica demostrada en su producción. Una reseña de Vine, ubicada en el Hilton de Sídney, subraya cómo «se riza como un tallo de cuentos de hadas hacia el techo, como si la sustentara la luz del sol que entra por un espacio abierto adyacente». Las apreciaciones de la periodista Catherine Keenan en 2005 sobre las cualidades tanto de fabricación como estéticas de esta escultura gigantesca constituyen típicos comentarios sobre las obras de Oliver:

Tiene la misma delicada, adamantina belleza que caracteriza a muchas de sus piezas, pero también es una maravilla de ingeniería: 380 kilogramos de metal que llegaron en un camión y ahora cuelgan de una barra en el techo fabricada específicamente para eso.
Catherine Keenan

El escritor de arte del periódico The Sydney Morning Herald, John McDonald, dijo de la obra de Oliver "a veces me parece que sólo entona una melodía, pero es una melodía muy buena". Después elabora:

Es un estereotipo que todos los artistas repiten la misma obra, pero en el caso de Oliver, mientras que algunas de sus formas se asemejan a criaturas del mar y otras a yemas de las plantas, la conexión entre incluso las más diferentes de sus piezas es muy fuerte... no hay nada impremediatado o improvisado. Cada pieza parece haber sido planeada minuciosamente, y cada hilo de cobre soldado en el lugar indicado... Todo lo que se ha dicho recientemente sobre Oliver, que era bella, inteligente y encantadora, se podría aplicar también a su trabajo.
John McDonald

A pesar de la consistencia de sus creaciones y la coherencia de los temas de sus obras de arte, Oliver también demostró versatilidad. El crítico Bruce James opinó que su exposición del 2002, en particular una pequeña escultura llamada Crackled, exhibía un rango artístico más amplio: Crackled es ... formalmente sorprendente, una demostración de que Oliver no se contenta con aplicar a sus concepciones la misma receta ganadora de la circunvolución. Ante ella se abren áreas completamente nuevas de exploración física y artística.
Hannah Fink, en referencia a las últimas esculturas de Oliver escribió: 

La maestría de sus últimos trabajos parece desafiar a la imaginación. Una sólo puede quedarse maravillada con el ingenio de la construcción y la perfección de su realización. La absoluta variedad en su exhibición póstuma ... pone en entredicho cualquier sugerencia de que ella había alcanzado el fin natural de su obra: prácticamente cada obra era diferente, y repleta de innovación.
 Hannah Fink

En el año 2000, la publicación Australian Art Collector incluyó a Oliver en la lista de los «50 artistas australianos más coleccionables». En el 2005, los subastadores pusieron su obra entre las de mayor interés en el mercado secundario de arte.

## Muerte y legado
En los círculos artísticos y sociales se caracterizaba a veces a Oliver como una persona solitaria. Su maestro y socio por mucho tiempo, Ian Howard, dijo que mostraba «una desconfianza subyacente, y por momentos dolorosa, de las relaciones que forman parte de nuestro día a día». Su amiga cercana y propietaria de galería, Roslyn Oxley, observó que Oliver era «muy retraída. La mayoría del tiempo no permitía a nadie entrar a su mundo». La hermana de Oliver, Helen, la describió como «poderosa y frágil», y su biógrafo Fink dijo de ella que era «una persona profundamente asocial que, sin embargo, mantuvo amistades de larga duración con un pequeño grupo de personas en quienes confiaba». El periodo final de la vida personal de Oliver es objeto de reportes contradictorios. Oxley dijo que Oliver experimentó el final de una relación de veinte años poco antes de su muerte, y el obituarista Joyce Morgan, mencionó a Huon Hooke como la expareja de Oliver; sin embargo otros escritos inmediatamente posteriores al fallecimiento de Oliver no mencionan el fin de la relación con Hooke, entre ellos el obituario de Howard, el del crítico de arte John McDonald y los tributos de sus dos biógrafos, Felicity Fenner y Hannah Fink. Algunos años después, la autora Katrina Strickland entrevistó a varias personas cercanas a Oliver, que habían notado un deterioro en su personalidad a lo largo de los años; según sus allegados, se volvió «solitaria, obsesiva y ansiosa» y «difícil, impaciente y completamente obsesionada con su dieta». Hooke decidió al final terminar con la relación en mayo de 2006. En ese momento, Strickland cuenta, «Oliver quedó destrozada».
Su amiga Roslyn Oxley concluyó más tarde que en cierto momento Oliver empezó a planear acabar con su propia vida; en una entrevista con la periodista Sunanda Creagh, Oxley habló de los preparativos de lo que sería la última exposición de la escultora:

Oliver organizó meticulosamente su última exhibición (...) Tituló todo y dijo en una nota que quería que la presentación siguiera. Estaba muy claro. Oliver finalizó todos los trabajos que había prometido acabar. Nunca decepcionó a nadie, nunca. Estar bajo tal presión y obviamente tener el suicidio en tu mente, pero completar todas tus obligaciones antes de hacerlo...
 Roslyn Oxley 

Oliver se suicidó el 11 de julio de 2006. McDonald cuenta que, algunas semanas después de su muerte, Hooke dijo en una entrevista que Oliver tenía «muchos problemas», pero ninguna de las fuentes explicó definitivamente por qué Oliver se quitó la vida; el mismo McDonald concluyó «nunca lo sabremos». En 2013, se publicaron los análisis de una muestra del cabello de Oliver, que contenía niveles muy altos de cobre, casi ocho veces la cantidad normal. El efecto tóxico del exceso de cobre, asociado con trastornos mentales, podría haberse visto exarcebado por los bajos niveles de cinc en su dieta, la cual carecía de carnes rojas.
Justo antes de su muerte, Oliver había sido preseleccionada para el premio Clemenger de arte contemporáneo del año 2006. Al año siguiente, Oliver apareció entre los 60 artistas del libro Untitled: Portraits of Australian Artists de Sonia Payes, y en el 2008 sus obras finales se exhibieron en el Bienal de Arte Australiano de Adelaida. Sus obras se subastaban por sumas de más de cien mil dólares y en el 2007 la escultura Skein (2004) se vendió por la cifra récord de 192 000 USD. En el año 2010, el presidente del Bienal de Sídney, Luca Belgiorno-Nettis, adquirió la escultura de Oliver Tracery por 300 000 USD. En 2011, el College of Fine Arts de Sídney anunció que nombraría su nuevo estudio de escultura en honor de Oliver.
Los trabajos de Oliver se conservan en la mayoría de las colecciones de arte importantes de Australia, como la Galería Nacional de Australia, la Galería de Arte de Nueva Gales del Sur, la Galería Nacional de Victoria, la Galería de Arte Queensland, la Galería de Arte de Australia del Sur, la Galería de Arte de Auckland, el Museo y Galería de Arte de Tasmania, la Galería de Wollongong, la Galería Regional de Ornage, y la Colección Artbank del gobierno de Australia. La primera exposición de «cincuenta obras clave, desde mediados de los 80 hasta la última exhibición de 2006»" se celebró en el Museo de Arte de Tarrawarra en Healesville, Victoria, entre el 19 de noviembre de 2016 y el 5 de febrero de 2017.